# Málaga-Costa del Sols flygplats
Málaga-Costa del Sols flygplats (IATA: AGP, ICAO: LEMG) (spanska: Aeropuerto de Málaga-Costa del Sol) är en internationell flygplats i Spanien belägen 8 kilometer sydväst om Málaga och 5 kilometer norr om Torremolinos. Det är den fjärde mest trafikerade flygplatsen i Spanien och den största internationella flygplatsen längs Costa del Sol. Flygplatsen har flygförbindelser till över 60 länder världen över, och över 16,6 miljoner passagerare passerade flygplatsen 2016. 
Från Sverige erbjuder flygbolagen SAS, Ryanair, Primera Air och Norwegian Air Shuttle direktflyg till Málaga.